# O'Neill (famiglia)
Gli O'Neill (in irlandese Ó Néill) sono una dinastia reale e nobiliare irlandese di origine gaelica, che nel corso della storia ha avuto titoli e posizioni di prestigio in Irlanda e altrove. 
La famiglia deve il suo nome a Niall Glúndub, un Re supremo d'Irlanda, vissuto nel X secolo e discendente dai Cenél nEógain. I Cenél nEógain, discendenti di Eógan mac Néill (morto nel 465), erano a loro volta una branca degli Uí Néill che prendevano il loro nome da Niall dei Nove Ostaggi, un leggendario Re di Tara del V secolo. Gli Uí Néill erano a loro volta una branca della famiglia Connachta che sostenevano di discendere da Conn delle Cento battaglie, figlio di Fedlimid Rechtmar e nipote di Tuathal Teachtmhar.

## Le origini intricate
I figli di Niall dei Nove Ostaggi, sette in tutto, erano Conall Gulban, antenato dei Cenél Conaill, Éndae, progenitore dei Cenél nÉndai, Eógan mac Néill, antenato dei Cenél nEógain, Conall Cremthainne, che diede vita sia al clan Cholmáin che alla dinastia di Síl nÁedo Sláine, Coirpre mac Néill antenato dei Tethbae, Lóegaire mac Néill, padre dei Cenél Lóegaire e Fiachu mac Néill, progenitore dei Cenél Fiachach.
Tutte queste dinastie sono note come gli Uí Néill, che si dividono a loro volta negli Uí Néill, composta dai primi tre gruppi e gli Uí Néill del sud di cui fanno parte i rimanenti. I Cenél nEógain si stabilirono nell'Ulster occidentale facendo di Ailech la loro capitale i cui dintorni sono oggi conosciuti come Innishowen. I Re di Ailech furono spesso degli Uí Néill del nord che si alternarono nel corso dei secoli come Re di Tara con i parenti del sud. Questa rotazione continuò per moltissimo tempo fino a che il sistema si ruppe nel corso del X secolo.
La dinastia degli O'Neill propriamente detta è una continuazione della dinastia dei Cenél nEógain che da Eógan mac Néill arriva fino a Niall Glúndub, uno dei suoi figli Muirchertach mac Néill (morto 26 febbraio 943) fu il padre di Domnall ua Néill il primo Re supremo d'Irlanda a portare questo titolo nel suo necrologio. Da suo nipote Flaithbertach Ua Néill (prima del 978-1036) discendono i re di Tír Eoghain e gli O'Neill. Strettamente imparentati con loro erano i McLaughlin, anch'essi discendenti dai Cenél nEógain che diedero all'Irlanda due re supremi, Domnall Ua Lochlainn e Muirchertach MacLochlainn che si contesero la supremazia sopra della contea di Tyrone nel corso del XIII secolo.
Già nel corso del XII secolo gli O'Neill cominciarono a sfidare i loro cugini e dopo circa un secolo di guerriglia gli O'Neill insieme agli O'Donnell sconfissero e di fatto annientarono i McLaughlin arrivando al dominio incontrastato dell'Ulster centrale e nel corso del tempo la sfera d'influenza del clan crebbe fino a dividersi in tre grosse signorie.

## Gli O'Neill di Tyrone
Una volta che i McLaughlin vennero sconfitti gli O'Neill lentamente si espansero e pian piano arrivarono a dominare i clan minori dell'Ulster e quelli delle parti più meridionali del regno d'Irlanda. Quando ebbe luogo l'invasione normanna dell'Irlanda nel 1169 essi la usarono a proprio vantaggio consolidando la loro presa sulla metà settentrionale del paese che già detenevano. Per quanto i normanni arrivarono a scontrarsi con gli O'Neill entrambi avevano già sufficienti tumulti nelle proprie terre da voler evitare altri scontri che potevano protrarsi nel tempo. Per un breve periodo i normanni riuscirono a creare il contado dell'Ulster, pazientemente trattato, con gli O'Neill, fino a che, dopo poche generazioni, esso fu "staccato" dall'Irlanda per divenire di proprietà della corona inglese, e per altri 300 anni i normanni non riuscirono a detenere grandi proprietà nell'isola.
I capi irlandesi di quegli anni erano spesso considerati come dei barbari incivili, per quanto i comandanti gaelici e anglo-irlandesi fossero tutto sommato sulla stessa linea d'onda dei loro contemporanei medioevali nutrendo un certo riguardo per l'educazione, il commercio internazionale e la diplomazia. I re di Tyrone iniziarono a smussare l'atteggiamento bellicoso degli inglesi attraverso matrimoni con esponenti delle più influenti famiglie normanne ormai stabilitesi in Irlanda e con i potenti clan di Scozia che vivevano sulle isole occidentali. Nello specifico gli O'Neill di Tyrone avevano stretti rapporti con la Dinastia dei Fitzgerald che erano sia Conti di Kildare che conti di Desmond, con i conti di Pembroke attraverso il matrimonio che i De Clare avevano contratto con i Diarmuid, Sovrani del Leinster, ed anche con il Clan Donald, i Bisset, il Clan Maclean e il Clan Campbell.
Nel 1171 Enrico II d'Inghilterra si recò in Irlanda per riprendersi, dai signori normanni ormai stanziatisi lì, la propria autorità e in quell'occasione egli incontrò i re irlandesi e ricevette da loro promessa di fedeltà. Essi erano indubbiamente lieti di poter instaurare un rapporto diretto con il potere centrale di Londra invece che attraverso un viceré normanno. Durante il medioevo gli O'Neill di Tyrone furono attivi politicamente e militarmente in tutta l'Irlanda e occasionalmente inviarono la propria nobiltà a combattere o in altri territori dell'isola o nel continente.
Dal 1312 al 1318 gli O'Neill furono strenui sostenitori di Robert Bruce e di suo fratello Edward Bruce nella loro lotta per l'indipendenza scozzese, essi inviarono truppe a sostegno del tentativo di Edward di diventare re d'Irlanda nel 1315 e nonostante questo riuscirono a mantenere rapporti cortesi con la corona inglese. Edoardo III d'Inghilterra nel XIV secolo invitò re Niall Mor a unirsi in una spedizione militare contro gli scozzesi e un altro principe della famiglia accompagnò il sovrano inglese nella crociata in Terra santa.
Nel 1493 Enrico VII d'Inghilterra si riferì a Henry O'Neill, re di Tyrone come al capo dei re irlandesi.
Il loro stato di re indipendenti dell'Ulster cominciò a cambiare con l'ascesa di Enrico VIII d'Inghilterra nel 1509 che decise di esercitare il suo diritto di controllo diretto sull'isola datogli da una vecchia bolla papale che garantiva alla corona inglese la Signoria sull'Irlanda. Quest'iniziativa venne sollecitata anche dalla fallita ribellione di uno dei conti Fitzgerald, noto come Silken Thomas, che venne stroncata nel 1537. In questo caso gli O'Neill supportarono i loro parenti ribelli e dovettero fare diverse manovre politiche per evitare che gli inglesi rovesciassero il loro potere nell'Ulster servendosi della scusa della ribellione. Enrico era comunque deciso a non avere altri re oltre a sé stesso nel proprio regno e cominciò a mettere in atto una serie di manovre volte a ridurre i reali irlandesi allo stesso rango dei nobili inglesi.
Grazie a questa politica i re irlandesi rinunciarono alla propria regalità e all'indipendenza delle proprie terre e in cambio Enrico li creò conti del regno d'Irlanda dando loro indietro le proprie terre. L'ultimo re d'Irlanda e primo conte di Tyrone fu Conn O'Neill creato tale nel 1542 alla nascita del Regno d'Irlanda di cui Enrico era a capo. La sottomissione di Conn portò allo scoppio di una guerra civile nell'Ulster che durò per mezzo secolo e che finì con la caduta degli O'Neill e con la fuga a Roma di Hugh O'Neill nel 1607.
Di questo ramo della famiglia fanno parte anche gli Slight-Arte O'Neills che presero vita alla metà del XV secolo, Eoghan Mor O'Neill re di Tyrone dal 1432 al 1456 aveva quattro figli che iniziarono quattro linee indipendenti di ricerca. Il più anziano, Henry, succedette al padre e regnò fino al 1489 e fu il nonno di Conn O'Neill. Aodh, il secondogenito, ebbe un figlio, Art, che regnò dal 1509 al 1514, questo lato della famiglia aveva le proprie terre nella parte occidentale di Tyrone e fu tipicamente piuttosto lontana dai territori centrali degli O'Neill che avevano il loro centro nei dintorni di Dungannon. Art fu incapace di mettere il proprio figlio al trono, ma suo nipote Turlough Luineach O'Neill fu di fatto re di Tyrone in un periodo piuttosto duro del decennio del 1570 e sul letto di morte lasciò lo scettro al cugino, quel Hugh O'Neill che si ribellò e venne costretto all'esilio. I parenti di Torlough furono sempre ostili nei confronti di Hugh e dei suoi famigliari poiché essi rimasero, a differenza loro, fedeli alla corona inglese.

## La branca portoghese
Aodh Méith e suo padre Áed in Macáem Tóinlesc, re di Cínel Eóghain, furono gli antenati di Aodh Buidhe colui che diede il nome a una branca degli O'Neill chiamata Cloinne Aodha Buidhe. Aodh venne a un compromesso con i normanni che all'epoca erano conti dell'Ulster che permisero ai suoi figli, e in particolare a Briain Mac Aedo Buidhe, di consolidare il proprio potere nella regione a scapito degli altri loro parenti, in particolare a spese degli O'Donnell. Aodh Buidhe si sposò con Eleanor Nangle, una parente del suo nemico nominale Walter de Burgh, I conte dell'Ulster (1230circa-28 luglio 1271) e quando Aodh morì nel 1283, benché esistesse solo una grossa branca degli O'Neill la propria non scomparve e pian piano guadagnò potere fino a diventare indipendente nel 1338 quando vennero spartiti i territori di famiglia in un clima di relativa pace.
Nel corso dei secoli gli O'Neill, tutti quanti, dovettero sopportare le incursioni dei normanni dal sud e degli scozzesi dall'est, ciononostante mantennero saldamente la presa sull'Ulster fino al 1608. Durante la guerra civile che squassò l'Irlanda fra il 1642 e il 1691 la famiglia combatté su entrambi i fronti e il risultato fu una perdita significativa di territori ed influenza a causa delle alleanze politiche e dell'arrivo di nuove influenti famiglie provenienti dall'Inghilterra e dalla Scozia.
All'inizio del XVIII secolo Féilim Ó Néill (morto 11 settembre 1709) vide confiscate tutte le sue terre e fu costretto ad emigrare in Francia dove morì, egli era stato un ufficiale di cavalleria che aveva preso parte a molte battaglie con la tanto vantata brigata irlandese e con essa si era battuto accanto ai francesi contro gli inglesi, i tedeschi e gli austriaci durante la Guerra di successione spagnola ed era poi morto alla battaglia di Malplaquet.
Suo figlio Conn Ó Néill sposò tale Cecilia O'Hanlon e benché suo figlio maggiore João O'Neill (morto 21 gennaio 1788) fosse nato in Irlanda passò gran parte della propria vita in Francia finché João non partì per il Portogallo dove stabilì permanentemente la propria famiglia. La linea dei Cloinne Aodha Buidhe si stabilì dunque in quella nazione e lì rimase per secoli tanto che ancora oggi ne esiste un erede tale Hugo Ricciardi O'Neill (nato il 7 marzo 1939), figlio di